# Wawel

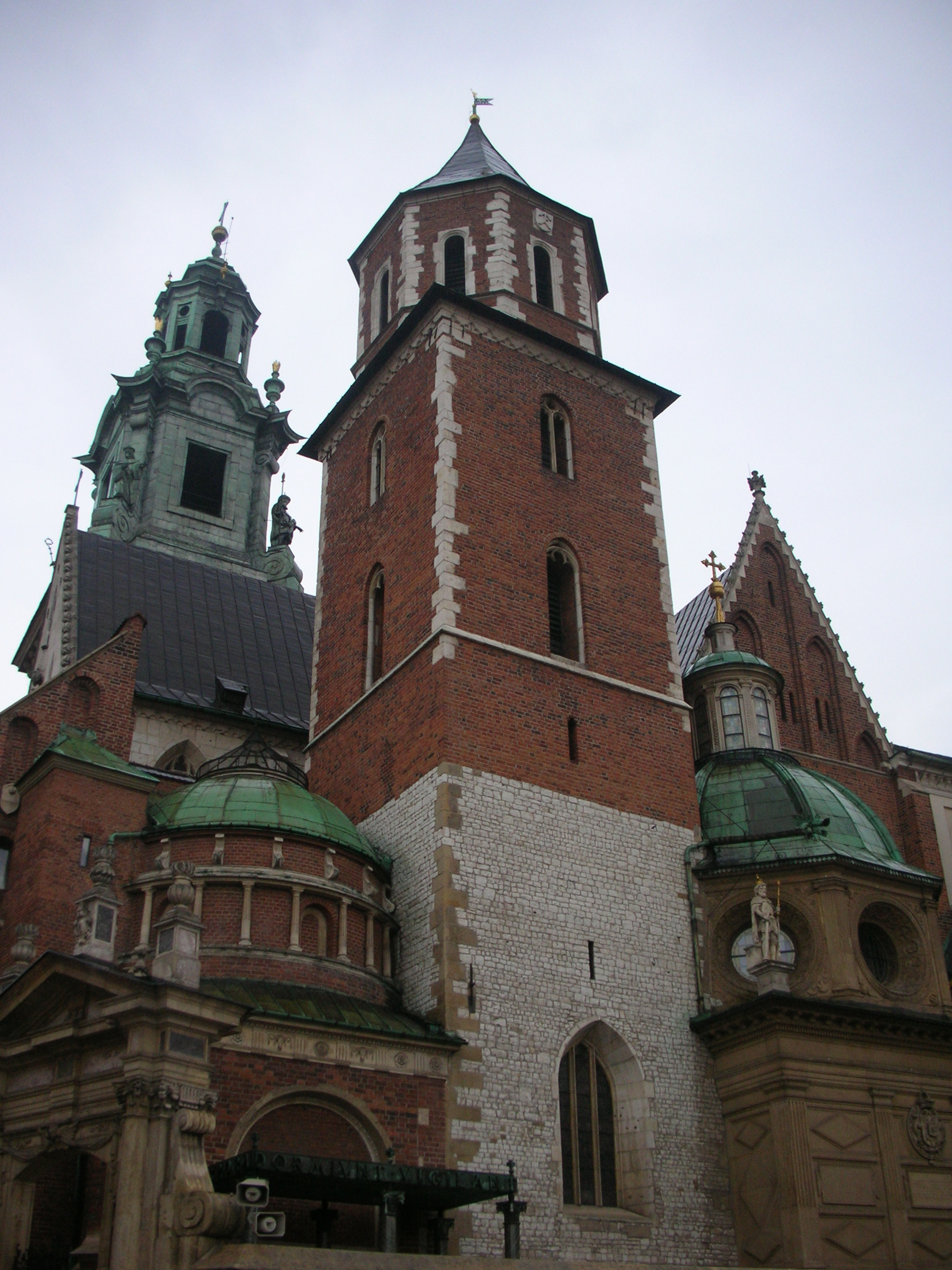
Krakóws domkyrka

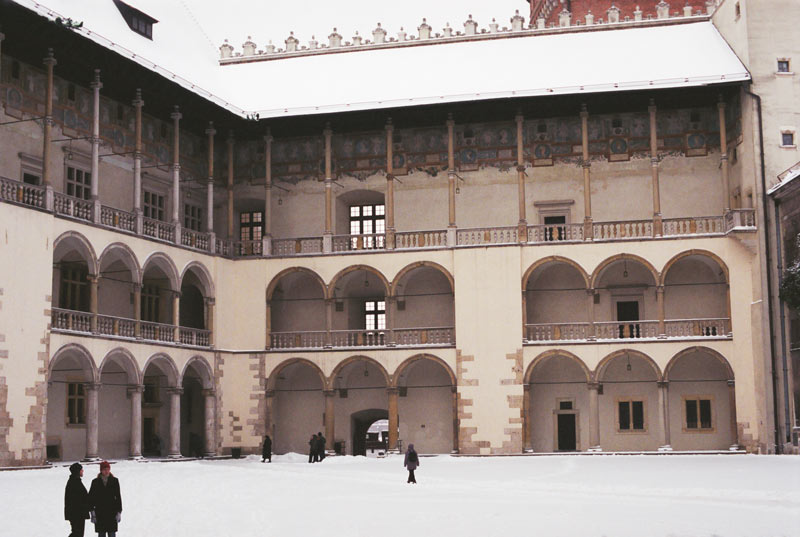
Vintrig vy från slottsgården

Wawel är ett komplex av byggnader på en kulle i Kraków i södra Polen. Här finns en borg med ett kungligt slott och Krakóws domkyrka. Domkyrkan är begravningsplats för polska regenter till och med år 1733. Därutöver finns andra icke-kungliga historiskt viktiga personer begravda här.
Platsen har på senare tid varit föremål för arkeologiska utgrävningar där bland annat rester av en tidig italiensk renässansträdgård har påträffats.